# 匙叶眼子菜
匙叶眼子菜又名馬來眼子菜、竹葉眼子菜（学名：Potamogeton wrightii or Potamogeton malaianus）为眼子菜科眼子菜属下的一个种。

## 扩展阅读
- 維基物種上的相關：匙叶眼子菜